# Emilija Dimitrova
Emilija Dimitrova (bulgariska: Емилия Димитрова), född Nikolova (Николова) 26 december 1991 i Sjumen, Bulgarien, är en volleybollspelare (motstående spiker).
Dimitrova har spelat för VK Slavia Sofia (2007–2009), VK Levski Sofia (2009-2010) Spes Volley Conegliano (2010-2012), CS Volei 2004 Tomis Constanța (2011, lån), Yeşilyurt SK (2012), Imoco Volley (2012–2015), Pallavolo Scandicci Savino Del Bene (2015–2016), NEC Red Rockets (2016–2017), Bursa BBSK (2017–2018), CSM Târgoviște (2018–2019), PTT SK (2020-2022), Volleyball Casalmaggiore (2022-2023) och Grand Rapids Rise (2023-2024). Hon avbröt säsong 2018-2019 då hon var gravid. Med klubbarna har hon blivit rumänsk och japansk mästare. Hon debuterade i Bulgariens landslag 2008. Hon avslutade spelarkarriären 2024.